# Zaim Imamović
Zaim Imamović (ur. 1961, zm. 1995) – był żołnierzem bośniackim, który służył w Armii Bośni i Hercegowiny w okolicy strefy bezpieczeństwa w mieście Goražde podczas wojny w Bośni.
Imamović urodził się w Ilovačy, koło Goraždów, w dzisiejszej Bośni i Hercegowinie. Przed wojną domową był zawodowym żołnierzem w Armii Jugosłowiańskiej, w której otrzymał stopień kapitana.
Początek wojny w Bośni zastał go w Sarajewie. Imamović przebywał w Sarajewie także w czasie oblężenia jako współdowodzący obroną miasta. Jego umiejętności dowódcze zostały dostrzeżone i dostał rozkaz, aby bezpośrednio powstrzymać serbskich agresorów poza granicami Sarajewa. Był 6-krotnie ranny na froncie. Zginął wskutek ugodzenia odłamkiem z serbskiego pocisku w październiku 1995 na górze Treskavica.
Pochowany został na cmentarzu przy Meczecie Ali Paszy w Sarajewie obok innych wojskowych i politycznych liderów Bośni.